# Альберони, Франческо
Франче́ско Альберо́ни (итал. Francesco Alberoni, 31 декабря 1929, Боргоново-Валь-Тидоне, Пьяченца — 14 августа 2023, Милан) — итальянский журналист и профессор социологии. Был членом правления и членом совета директоров (председателем) телевизионной сети RAI с 2002 по 2005 год.
Альберони был одним из немногих регулярных авторов первой страницы «Corriere della Sera», самой популярной газеты в Италии, которая публиковала его статьи с 1973 по 2011 год. В 1979 году Альберони опубликовал свой бестселлер «Falling in Love».
Умер 14 августа 2023 года в Милане в возрасте 93 лет от болезни почек.

## Опубликованные работы
Франческо Альберони читает свою книгу в Театре Сан-Бабила, Милан, 2012
Альберони провел множество исследований в области социологии движений и индивидов, а также на тему природы любви и взаимоотношений между индивидами и группами.
Основной концепт работ Альберони заключается в движении и институте, о которых он написал одну из первых книг по социологическому анализу движений, их началу, развитию и завершению. Эта книга считается важным этапом в анализе социальных движений. Концепция, предложенная в книге, называется Statu Nascenti, или "зарождающееся состояние" — момент, когда лидерство, идеи и коммуникации сливаются и создают условия для возникновения движений.
Эта первая работа была продолжена книгой «Потребление и общество», которая способствовала росту школ маркетинга в Европе.
В 1979 году Альберони опубликовал свой бестселлер «Влюбленность» (Innamoramento e Amore). В этой книге, которая развивает и расширяет идеи и теоретические модели из «Движений и институтов», он утверждает, что опыт влюбленности по сути является зарождающимся состоянием (или "состоянием зажигания") коллективного движения, состоящего исключительно из двух людей. Однако на этот раз Альберони исследует этот феномен более детально, используя язык любовных историй, а не абстрактную терминологию психоанализа или социологии. Эта книга, являясь научной и одновременно инновационной с точки зрения языка, стала международным бестселлером, переведенным на двадцать языков. После более десяти изданий она по-прежнему выпускается в Италии.
Следующими работами Альберони стали «Дружба» (L'amicizia, 1984) и «Эротизм» (Erotismo, 1986), в которых он сравнивает мужской и женский эротизм. Затем последовала книга «Свадебный полет» (Garzanti, Милан, 1992), где он более детально рассматривал влюбленности подростков в кинозвезд, а затем обобщил женскую склонность искать более возвышенные объекты любви.
Франческо Альберони в Кодоньо, 11 декабря 2016.
Его социологические работы включают книгу «Генезис» (1989), в которой он излагает свои теории о фундаментальном опыте зарождающегося состояния, разнице между зарождающимся состоянием и Нирваной, концепции демократии и того, что он называет «Культурными цивилизациями».
Сборники коротких эссе о коллективных движениях, несколько из которых были включены в книгу «Источники снов» (Rizzoli, Милан, 2000), были позже изданы под более подходящим названием «Мои теории и моя жизнь». Его эссе, опубликованные в Корриере делла Сера, обычно собираются в сборники, издаваемые Риццоли.
Книги Альберони имели большой успех как в Италии, так и за рубежом, будучи переведенными не только в таких странах, как Япония, Испания, Франция, Дания, Бразилия, Швеция, но и в Турции, Израиле и многих других странах.
Его книги, состоящие из газетных статей, были подвергнуты критике некоторыми исследователями, которые утверждают, что они не содержат научного анализа, якобы сводя все к банальным советам о жизни и любви.
Самые последние книги считаются инновационными и значимыми как за оригинальность содержания, так и за стиль написания. В частности, «Тайна влюбленности» во второй части труда предлагает оригинальную критику самых важных теорий влюбленности, особенно в отношении французской социальной школы. «Секс и любовь» — это первый систематический анализ в этой области и прорыв в подходе к данной теме.